# Associação Atlética Caldense
L'Associação Atlética Caldense és un club de futbol brasiler de la ciutat de Poços de Caldas a l'estat de Minas Gerais.

## Història
El Caldense va ser fundat el 7 de setembre de 1925 per Fosco Pardini i João de Moura Gavião. De Moura Gavião fou un dissident del club local Foot-Ball Club Caldense. El 1928 es fusionà amb el Gambrinus Futebol Clube. El club guanyà el campionat estatal l'any 2002.

## Estadi
El Caldense disputa els seus partits com a local a l'Estadi Municipal Ronaldão, construït el 1979, amb una capacitat màxima per a 14.000 espectadors. El seu primer estadi, anomenat Cristiano Osório, fou construït pel club Local Futebol Clube el 1923 i comprat pel Caldense el 1925.

## Palmarès
- Campionat mineiro:
  - 2002
- Campionat mineiro de Segona Divisió:
  - 1971
- Campeonato Mineiro do Interior:
  - 1975, 2002

## Futbolistes destacats
- Aílton Lira
- Walter Casagrande